# Distretto di Santa Catalina
Il distretto di Santa Catalina è un distretto del Perù nella provincia di Luya (regione di Amazonas) con 1.698 abitanti al censimento 2007 dei quali 423 urbani e 1.275 rurali.
È stato istituito il 7 novembre 1955.

## Località
Il distretto è formato dall'insieme delle seguenti località:
- Santa Catalina
- Hualac
- Pinduc
- Salazar
- Tambillo
- San Juan de Providencia
- Ingenio
- Tambocucho
- La Libertad de Huandil
- Vista Hermosa
- Mundo Nuevo
- Auzopata
- Santa Rosa